# Baden-Fehldruck 9 Kreuzer
Der Baden-Fehldruck 9 Kreuzer ist ein Fehldruck aus dem Jahre 1851. Am 1. Mai 1851 erschienen die ersten badischen Briefmarken, darunter auch der Fehldruck. Unter „9 Kreuzer blaugrün“ versteht der Philatelist den Farbfehldruck des Wertes zu 9 Kreuzer der ersten Briefmarkenausgabe des Großherzogtums Baden auf blaugrünem statt lilarosa Papier (Abbildung rechts nicht farbecht; Papierfarben siehe folgende Abbildung).
Die blaugrüne Farbe war für den Wert zu 6 Kreuzer vorgesehen und anscheinend kam es zu einer Vertauschung des Papiers. Die immer wieder zu lesende Erklärung, man habe die Druckplatte verkehrt herum benutzt, kann nicht stimmen, da die Marke mit Wertziffer und Rahmen in einem Vorgang gedruckt wurde. Ein kopfstehendes Mittelstück wie bei der Inverted Jenny ist daher ausgeschlossen. Auch das Einsetzen eines einzelnen falschen Klischees in einen Druckbogen gilt als unwahrscheinlich, da bei einer Auflage von 8036 Bogen zu jeweils 90 Marken mehr Fehldrucke erhalten sein müssten. Vielmehr ist anzunehmen, dass der Drucker versehentlich die falsche Druckplatte für das grüne Papier benutzt hat: Statt einer 9 hatte er eine 6 gelesen.
Von diesem Fehldruck sind nur drei gestempelte Exemplare bekannt. Die Stempel tragen die Nummern „106“ für Orschweier (heute Stadt Mahlberg), „41“ für Ettenheim und „2“ für Achern. Zwei Marken befinden sich auf Briefen, die dritte auf einem Briefstück. Der Fehldruck zählt zu den größten philatelistischen Raritäten der Welt und wurde erst 43 Jahre nach der Ausgabe der Marke entdeckt. Aufgrund der Seltenheit des Fehldrucks wurden wiederholt Fälschungen hergestellt. Dazu wurden normale Marken auf lilarosa Papier gebleicht und anschließend grün eingefärbt. Sie zeichnen sich im Unterschied zu den kräftig blaugrünen Fehldrucken durch eine schmutzig graugrüne Farbe aus und sind ebenso wertlos wie neuzeitliche Nachdrucke dieser und vieler anderer philatelistischer Raritäten.

## Erhaltene Exemplare

### Brief mit Nummernstempel 41 (Ettenheim)
Es handelt sich um einen kleinformatigen Faltbrief mit Inhalt aus Altdorf bei Ettenheim, dem Landsitz der Familie von Türckheim, an den badischen Diplomaten Hans Freiherr von Türckheim (1814–1892) in Karlsruhe. Die außergewöhnlich farbfrische Marke ist auf der Vorderseite links unten aufgeklebt und mit einem auf den Brief übergehenden Fünfringstempel „41“ (Ettenheim) entwertet worden. Sie ist ein rechts unten minimal berührtes und ansonsten voll- bis breitrandiges fast tadelloses Exemplar mit einer nur leichten senkrechten Briefbugspur. Am rechten Rand der Briefvorderseite befindet sich ein Doppelkreisstempel „ETTENHEIM 25 AUG.“ Rückseitig sind mittig Reste eines roten Lacksiegels vorhanden, rechts zwei zweizeilige rechteckige Kastenstempel, einmal ein Beförderungsstempel „E. B. 25.Aug.51“ und ein Ankunftsstempel „CARLSRUHE“. Die Verwendung erforderte ein Porto von sechs Kreuzern, die Marke ist also entsprechend ihrer Farbe und nicht nach der Wertziffer verwendet worden.
Dieser Brief trägt das erste bekannt gewordene Exemplar des Fehldrucks. Er wurde 1894 vom Sohn des 1892 verstorbenen Adressaten im Berliner Philatelisten Club gezeigt und im selben Jahr von einem Londoner Auktionshaus für 100 britische Pfund versteigert. Dadurch gelangte er in die Ferrari-Sammlung. Im Jahr 1985 wurde dieser Brief von Erivan Haub, dem Leiter der Tengelmann-Gruppe, erworben. Damals erzielte er einen Verkaufspreis von 2,3 Mio. DM (Aufrufpreis 1,5 Millionen DM), was inflationsbereinigt heute 2,51 Mio. Euro wäre. Nach Haubs Tod wurde der Brief im Juni 2019 vom Auktionshaus Heinrich Köhler für 1,26 Millionen Euro versteigert. Damit ist der Baden-Fehldruck 9 Kreuzer die teuerste deutsche Briefmarke.
Provenienz
- Hans von Türckheim, der Sohn des Adressaten
- Auktionshaus Venton Bull and Cooper in London (1894), zugeschlagen für 100 britische Pfund
- Philipp von Ferrary
- Ferrary-Auktion bei Gilbert in Paris (1922), zugeschlagen für 120.000 Francs zuzüglich 17,5 Prozent Spesen und Steuern
- M. Kurt Maier, Berlin (Briefmarkenhändler)
- Philipp Kosack, Berlin (Briefmarkenhändler)
- Alfred H. Caspary (Sammler)
- Caspary-Auktion in New York (1956), zugeschlagen für 20.000 US-Dollar
- Herbert J. Bloch (Auktionsagent und Briefmarkenhändler, 1956)
- John R. Boker
- Boker-Auktion bei Heinrich Köhler, Wiesbaden (1985) ausgerufen für 1.500.000 DM und verkauft für 2,3 Mio. DM
- Erivan Haub
- Erivan-Auktion bei Heinrich Köhler 2019, ausgerufen für € 800.000 und für € 1.260.000 zugeschlagen (zuzüglich 21 % Provision und 19 % Umsatzsteuer auf Provision und Spesen)

### Brief mit Nummernstempel 106 (Orschweier)
Der am 20. Juli 1851 in Orschweier abgestempelte Brief ist ebenfalls an Hans Freiherr von Türckheim in Karlsruhe adressiert und befand sich mit einer Reihe von Briefen mit Marken zu sechs Kreuzer in derselben Korrespondenz. Die Marke ist links unten aufgeklebt und mit einem auf den Brief übergehenden Fünfringstempel „106“ (Orschweier) entwertet worden. Rechts oben befindet sich ein zweizeiliger Kastenstempel „ORSCHWEIER 20.Jul.51“. Die Verteilung der Korrespondenz auf die beiden Postorte Ettenheim und Orschweier erklärt sich durch die Lage des Familiensitzes der Türckheims auf halbem Wege zwischen diesen Orten. Orschweier lag seit 1845 an der Bahnstrecke Karlsruhe–Basel, während das größere Ettenheim noch keinen Bahnanschluss hatte. Der Brief befindet sich seit mehr als 100 Jahren im Besitz des Museum für Kommunikation Berlin, des ehemaligen Reichspostmuseums.

### Briefstück mit Nummernstempel 2 (Achern)
Das dritte bekannte Exemplar des Fehldrucks befindet sich auf einem knapp geschnittenen Briefstück. Die Marke ist oben und links leicht berührt, unten vollrandig und rechts überrandig vom Bogenrand. Der Fünfringstempel „2“ (Achern) geht auf das Briefstück über. Eine genaue Datierung ist nicht möglich.
Provenienz
- Georg Koch, Gießen (Briefmarkenhändler)
- Auktionshaus Gilbert & Köhler 1908
- Privatbesitz (2016)[9]

## Philatelistisches
Mit dem Erstausgabetag 6. Oktober 2022 gab die Deutsche Post AG in der Serie Tag der Briefmarke: Schätze der Philatelie - Baden-Fehldruck ein Postwertzeichen im Nennwert von 85 Eurocent heraus. Der Entwurf stammt vom Grafiker Ruven Wiegert aus Berlin.